# سازمان اتوبوسرانی رشت
سازمان اتوبوسرانی رشت وحومه یکی از سازمان‌های زیر مجموعه شهرداری رشت است که در سال ۱۳۴۵ در شهر رشت تأسیس گردید. سازمان اتوبوسرانی رشت و حومه کلانشهر رشت تنها دارای ۶ محور اتوبوسرانی می‌باشد، این سازمان در بین کلانشهرهای ایران تنها سازمانی است که فاقد پایانه‌های شهری اتوبسرانی است.

## تاریخچه

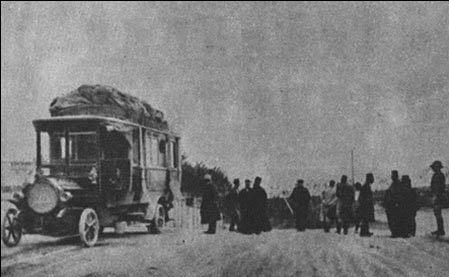
اولین اتوبوس در ایران توسط یک تاجر بلژیکی در شهر رشت به کار گرفته شد

اولین اتوبوس در ایران توسط یک تاجر بلژیکی در شهر رشت به کار گرفته شد، اما به مرور زمان و با توجه به میزان کرایه، سودآوری و زیر ساخت‌های حمل و نقل توجیه اقتصادی آن رد شد و به همین دلیل اتوبوس به کار گرفته شده به یکی از تجار ایرانی به نام (معین التجار) فروخته شد. او نیز پس از انقلاب مشروطه اتوبوس خود را به تهران آورد و با کرایه هر نفر ۳ شاهی مشغول به فعالیت شد که به مرور زمان تقاضا برای استفاده از این خودرو بیشتر از قبل شد و پس از چند سال با ورود چند اتوبوس توسط تجار مختلف به رشت رونق زیادی در جابه جایی مسافر شکل گرفت.

## وضعیت کنونی
اتوبوسرانی رشت فقط ۸ درصد از حمل نقل عمومی کلانشهر رشت را بر عهده دارد. و تنها ۹ درصد سطوح و معابر شهری رشت دارای خطوط اتوبوسرانی است و در بسیاری از مناطق ناوگان حمل و نقل عمومی وجود ندارد. درج نشدن مسیر خطوط بر روی اتوبوس‌ها، معطلی در ایستگاه‌ها، کمبود تعداد اتوبوس‌ها، سوار کردن بیش از حد مجاز مسافر از، برخورد نامناسب از سوی رانندگان، عدم وجود سامانه‌های الکترونیکی، نداشتن پایانه‌های اتوبوس شهری و نبود نظارت از مشکلات ادواری اتوبسرانی رشت است.
به دلیل کمبود اتوبوس در بیشتر مسیرها گاهی اوقات برای ایستادن مردم در وسط اتوبوس هم جایی نیست و شرایط نامطلوبی برای حضور مردم در اتوبوس ایجاد شده‌است. مشکل کمبود اتوبوس در رشت به حدی است که شهروندان پس از مدت‌ها معطلی در ایستگاه‌های خط واحد با اتوبوس‌هایی مواجه می‌شوند که جایی برای سوار شدن ندارد.

### بدهی دولت
در شهر رشت تنها حدود ۴۶ اتوبوس فعالیت می‌کنند همچنین تنها ۵ اتوبوس در زمان هدفمندی یارانه‌ها، از محل درآمدها به رشت اختصاص یافت که سهم تهران ۲۵۰۰ دستگاه، اصفهان ۶۰۰ دستگاه بود. ولی با توجه به جمعیت شناور روزانه بالغ بر یک میلیون و دویست هزار نفری رشت. این تعداد اتوبوس به نظر کافی نمی‌رسد. در حال حاضر شهرداری رشت حدود ۲۰۰ اتوبوس و ۷۰ مینی‌باس از محل مصوبات دولت از دولت طلبکار است وزارت کشور با استدالال عدم تمایل مردم رشت به استفاده از اتوبوس برای تحویل این خودروها یا معادل نقدی آن کارشکنی می‌کند. و تاکنون استانداری گیلان به عنوان نماینده عالی دولت اقدامی برای دریافت مطالبات این سازمان از دولت برای رفاه حال شهروندان انجام نداده است.

### نیروی انسانی
در مجموعه شهرداری رشت ۷۲ راننده پایه یک وجود دارد که این افراد حقوق رانندگی پایه یک را می‌گیرند اما پشت فرمان اتوبوس‌ها نمی‌شینند! شهرداری و شورای اسلامی شهر رشت هنوز از پس مشکل رانندگانی که نمی‌خواهند راننده باشند بر نمی‌آید، مسئله‌ای که به احضار و سئوال از شهرداران هم کشیده شده‌است.

### ناوگان
هم اکنون ۱۳۰ دستگاه اتوبوس و هفت دستگاه مینی باس در این سازمان وجود دارد که تنها ۵۰ دستگاه از این تعداد فعال است.

## انتقادات

### هشدار پلیس راهور
رئیس پلیس راهنمایی و رانندگی گیلان در آبان ۱۳۹۳ با انتقاد از مشاورین شهرداری رشت و شورای شهر رشت عنوان کرد که در بحث دفاع از طرح قطار شهری موفق عمل نکردند و نتوانستند نیاز شهر را مطرح کنند؛ و با این وضعیت مردم باید در پشت تقاطع‌ها ماشین‌های خود را خاموش کنند.
وی اتوبوس‌های شهر رشت در شان و منزلت مردم رشت نداست و عنوان کرد هیچ امکانات زیربنایی برای ناوگان عمومی در شهر فراهم نشده‌است؛ و عدم استقبال مردم در استفاده از اتوبوس به دلیل عدم وجود امکانات در حمل و نقل عمومی دانست و ایرادی که وزارت کشور از طرح جامع گرفت و قطار شهری را لازم و ضروری ندانست به این دلیل است که نگاه آن‌ها به شهر و نیازهای آن درست نیست.
آمارها نشان می‌دهد مردم رشت از اتوبوس‌ها کمتر استفاده می‌کنند و دلیل آن عدم تمایل مردم به حمل و نقل عمومی نیست بلکه این که مسئولین هیچگونه امکاناتی به مردم ندادند و بعد آمارگیری کنیم و بگوییم مردم استفاده نمی‌کنند سنجیده و علمی نیست.